# NIO ES7
NIO ES7 – elektryczny samochód osobowy typu SUV klasy wyższej produkowany pod chińską marką NIO od 2022 roku.

## Historia i opis modelu

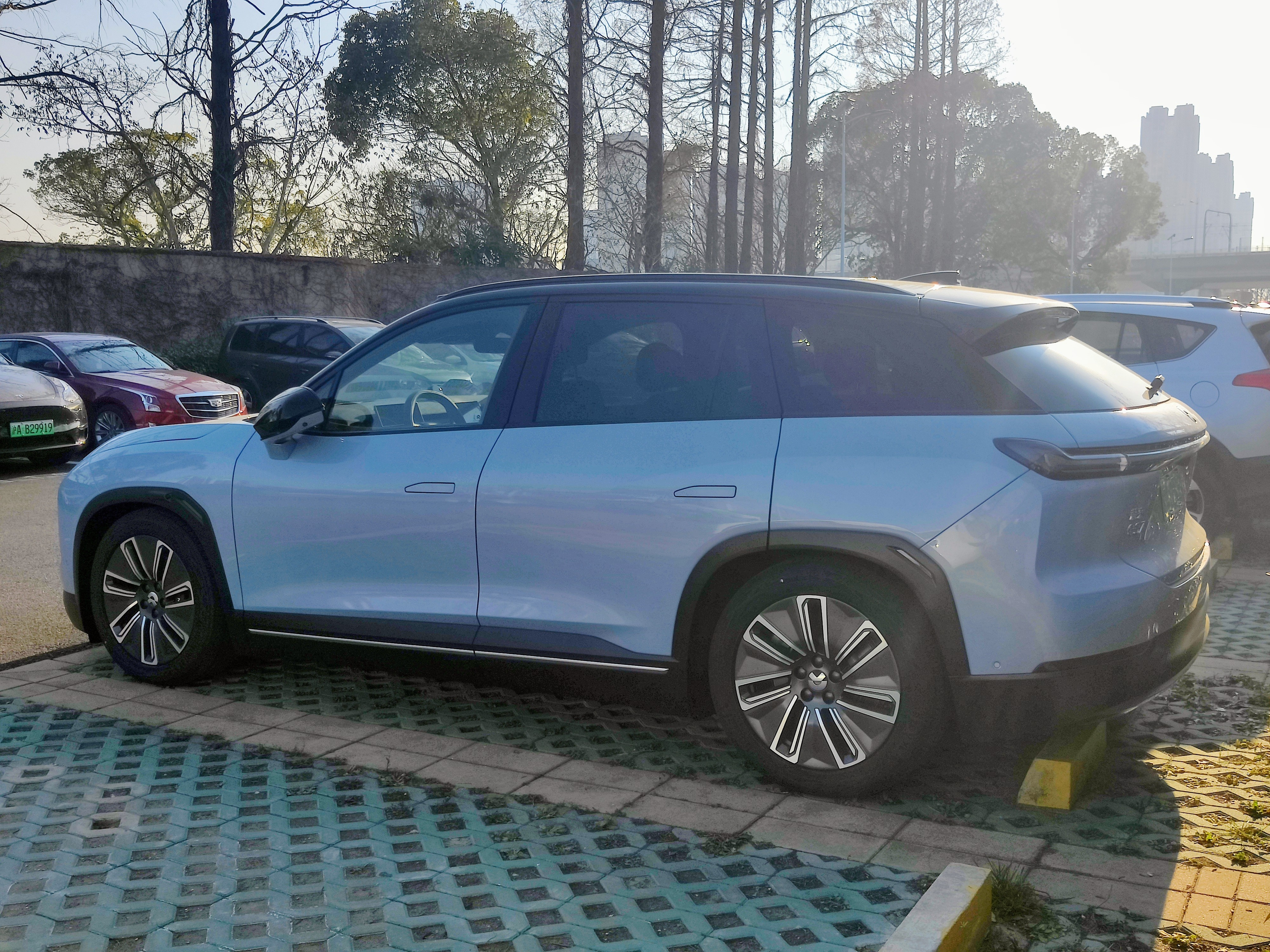
NIO ES7 – tył

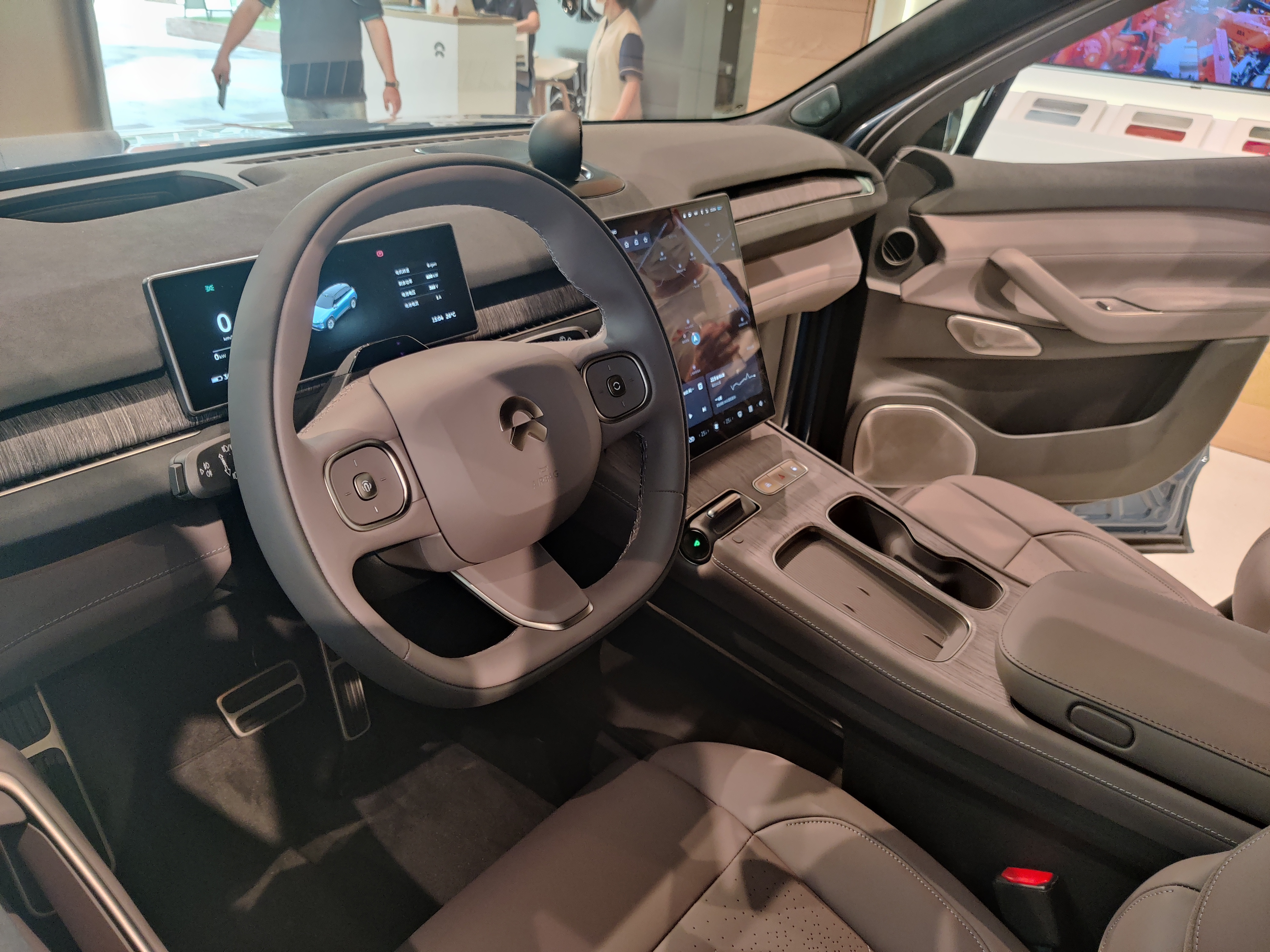
NIO ES7 - kokpit

W czerwcu 2022 NIO przedstawiło pierwszego od 2019 roku zupełnie nowego SUV-a, jako pierwszego opartego na modułowej płycie podłogowej NT 2.0 Platform przewidującej dostosowanie do wydajniejszego napędu elektrycznego i rozbudowanych systemów wsparcia kierowcy. Samochód uplasował się w ofercie pomiędzy mniejszym ES6 i większym ES8, wyróżniając się nieregularną bryłą z charakterystycznymi dwurzędowymi reflektorami wykonanymi w rechnologii LED, a także jednoczęściową listwą świetlną biegnącą przez całą szerokość tylnej części nadwozia.
Kabina pasażerska została zaprojektowana zgodnie z trendami zastosowanymi już w osobowych modelach ET7 i ET7, wyróżniając się minimalistyczno-loftową estetyką i dwuwarstwową deską rozdzielczą, z centralnie umieszczonym kulistym sensorem systemu NOMI AI. Producent zastosował rozbudowany pakiet oświetlenia ambientowego obsługującego 256 kolorów. Przednie fotele są ogrzewane i wentylowane, a tylne - dodatkowo elektrycznie regulowane w zakresie od 23° do 31°. Cyfrowe wskaźniki utworzył 10,2 calowy ekran, z kolei centralny ekran dotykowy AMOLED umieszczony w pionie charakteryzuje się przekątną 12,8 cala.
Nietypowym rozwiązaniem, w jakie wyposażone zostało NIO ES7, jest system PanoCinema. Po otwarciu klapy bagażnika i nałożeniu specjalnych okularów do VR, 6 metrów od pojazdu wbudowany projektor może wyświetlać obraz o przekątnej 201 cali i obsługiwać dźwięk przestrzenny w technologii 7.1.4 Dolby Atmos.

### Sprzedaż
Produkcja NIO ES7 rozpoczęła się 2 miesiące po rynkowym debiucie, z dostawami pierwszych egzemplarzy do klientów realizowanymi na rodzimym rynku chińskim od sierpnia 2022. Samochód uwzględniony został także w planach zachodnioeuropejskiej ofensywy modelowej firmy na rynkach Zachodniej Europy, gdzie jednak przed rozpoczęciem dystrybucji protest przeciwko stosowanej nazwie wniosło Audi, sugerując zbyt duże podobieństwo do emblematu S7. W związku z tym, w październiku 2022 ogłoszono korektę nazwy SUV-a na NIO EL7 w Europie, równolegle z rozpoczęciem sprzedaży na kolejnym po Chinach rynku.

### Dane techniczne
NIO ES7 jest samochodem elektrycznym, który firma promowała w momencie debiutu jako swojego najszybszego i najmocniejszego SUV-a. Samochód rozwija moc 643 KM i 850 Nm maksymalnego momentu obrotowego, rozpędzając się do 100 km/h w 3,9 sekundy i osiągając prędkość maksymalną 200 km/h. Układ hamulcowy zapewnia drogę hamowania 2,3 tonowego samochodu ze 100 do 0 km/h w 33,9 metra. Producent przewidział trzy rodzaje baterii. Podstawowy, 75 kWh, przewiduje zasięg na jednym ładowaniu wynoszący 486 kilometrów. Pośredni, 100 kWh, umożliwia zwiększenie zasięgu do 620 kilometrów, z kolei topowy akumulator o pojemności 150 kWh ma umożliwiać przejechanie do 930 kilometrów na jednym naładowaniu.

### EC7

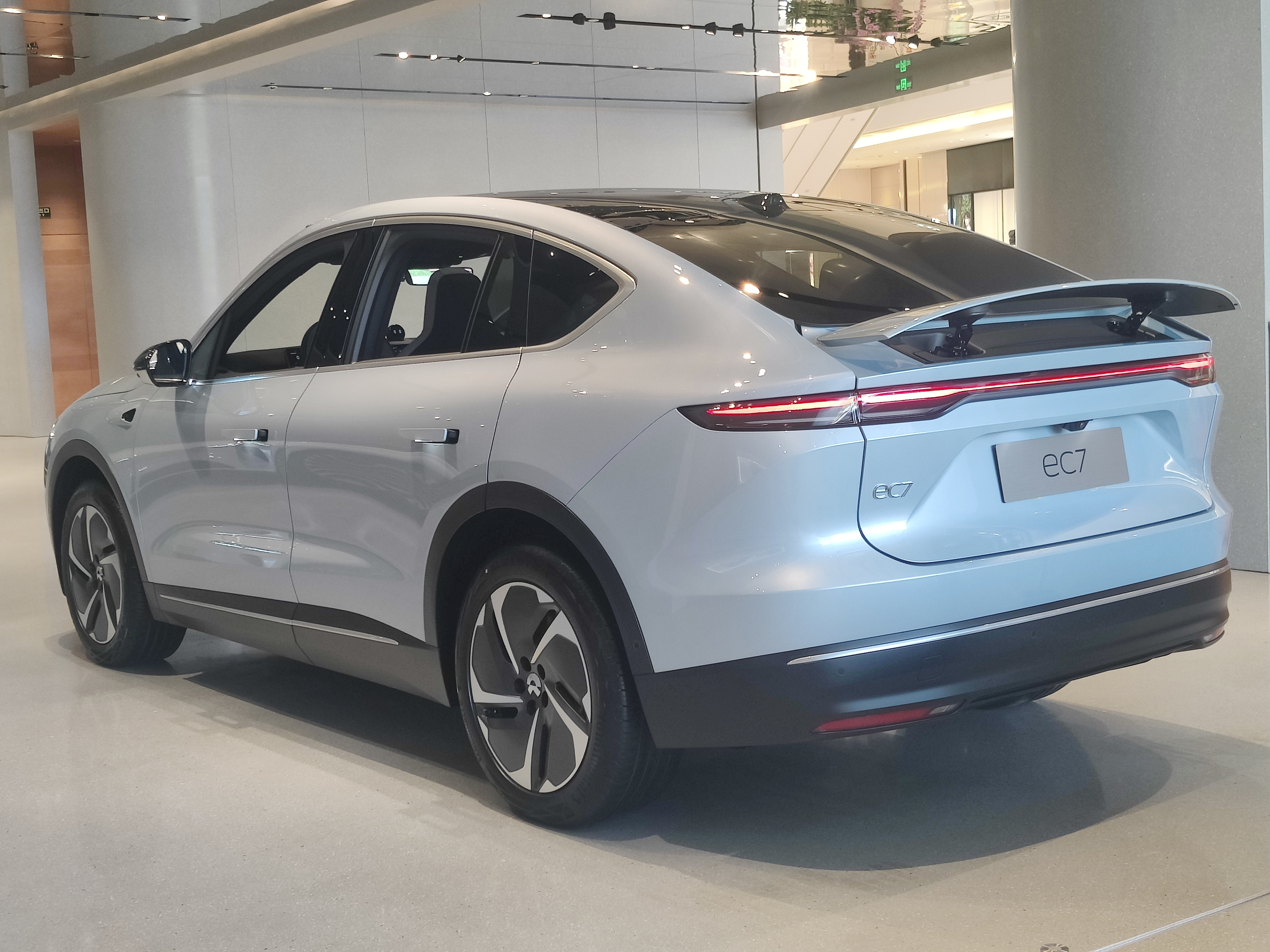
NIO EC7 - tył

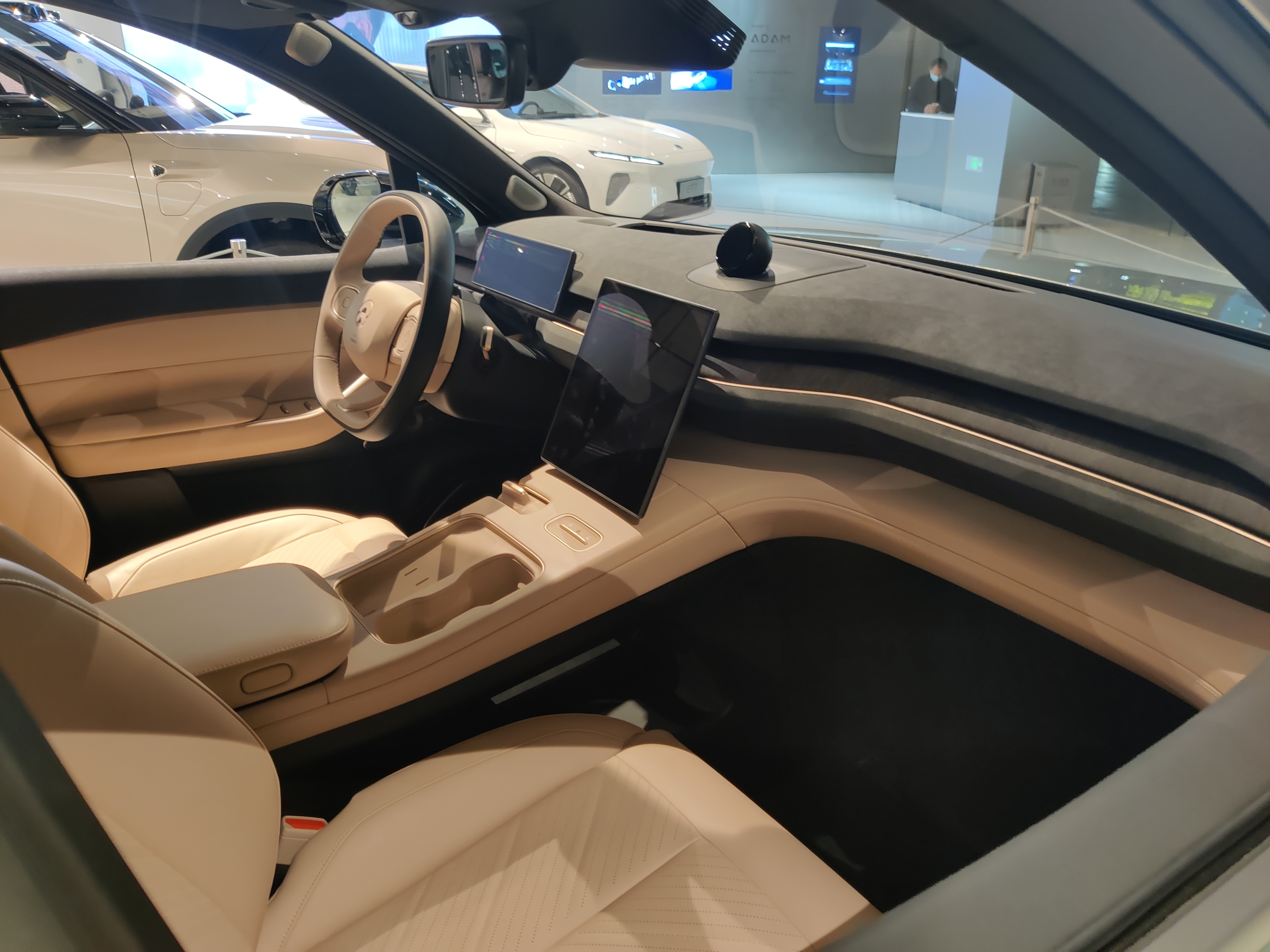
NIO EC7 - kokpit

NIO EC7 został zaprezentowany po raz pierwszy w 2022 roku.
Pół roku po debiucie klasycznego ES7, wzorem mniejszego ES7, ofertę SUV-ów NIO wzbogadził oparty na nim SUV Coupe o nazwie EC7. Pod kątem wizualnym samochód odróżnił się łagodnie opadającą linią dachu tuż za pierwszym rzędem siedzeń, wieńcząc tył zdobiony uchylanym spojlerem i wyraźnie zarysowaną krawędzia zdobioną przez biegnącą przez całą szerokość pojazdu listwę świetlną. Przeprojektowany został także przedni zderzak, a całokształ wyróżnił się właściwościami aerodynamicznymi ze współczynnikiem CX=0,24.
Podobnie jak w przypadku ES7, kabina pasażerska NIO EC7 zyskała luksusowo-mimalistyczną aranżację nawiązującą do loftów z oświetleniem ambientowym, beżową tapicerką, regulowanymi i odchylanymi fotelami, a także dużym centralnym pionowym ekranem dotykowym systemu multimedialnego o przekątnej 12,8 cala.

### Sprzedaż
Z produkcją rozpoczynającą się w pierwszych tygodniach 2023 roku, dostawy pierwszych egzemplarzy NIO EC7 zostały zaplanowane na maj 2023 roku, początkowo wyłącznie z ograniczeniem do rodzimego rynku chińskiego. Producent nie wskazał jeszcze następnych rynków zbytu, w jakich elektryczny SUV Coupe może trafić do regularnej sprzedaży.

### Dane techniczne
NIO EC7 to samochód w pełni elektryczny, do którego napędu wykorystany został 644-konny silnik elektryczny z 627 Nm maksymalnego momentu oborotowego i 3,8 sekundowym sprintem do 100 km/h. Producent przewidział trzy pakiety baterii: 75 kWh pozwalający na 490 kilometrów zasięgu, 100 kW z 635-kilometrowym zasięgiem i topowy 150 kWh pozwalający według deklaracji producenta na jednym ładowaniu na maksymalnie 940 kilometrów na jednym ładowaniu.